# Андре Брауер
Андре Брауер (англ. Andre Braugher; 1 липня 1962, Чикаго — 11 грудня 2023) — американський актор, найбільш відомий за ролями детектива Френка Пемблтона в телесеріалі «Вбивство: Життя на вулиці» (1993—1999) та капітана Реймонда Джейкоба «Рея» Голта в телесеріалі «Бруклін 9-9» (2013—2021). Двічі лауреат премії «Еммі» (1998, 2006).

## Біографія
Син працівниці пошти Саллі Брауер і бульдозериста Флойда Брауера; він був наймолодшим з чотирьох дітей. Закінчив Стенфордський університет (1984) і Джульярдську школу.
Дебют у кіно відбувся в 1989 році — у фільмі про Громадянську війну в США «Слава», де він зіграв разом з Морганом Фріменом і Дензелом Вашингтоном. Найбільш відома роль Брауера — детектива Френка Пемблтона в телесеріалі «Вбивство: Життя на вулиці», за яку він отримав кілька нагород. У 1997 році потрапив в список найкрасивіших людей світу, складений журналом People. Грав головні ролі в спектаклях за п'єсами Шекспіра «Коріолан», «Річард II», «Отелло», «Міра за міру».
Був одружений з акторкою Емі Бребсон, яка виконала роль дружини детектива Пемблтона в серіалі «Вбивство: Життя на вулиці». Мали двох синів: Майкл і Ісайя.
Помер 11 грудня 2023 року на 62-му році життя від раку легень, який був діагностований кількома місяцями раніше.

## Фільмографія
- 1989 — Слава / Glory
- 1993—1998 — Вбивство: Життя на вулиці / Homicide: Life on the Street
- 1993 — Striking Distance
- 1993 — Випуск 61-го
- 1996 — Первісний страх / Primal Fear
- 1998 — Місто янголів / City of Angels
- 2000 — Радіохвиля / Frequency
- 2000 — Дует/ Duets
- 2000—2001 — Схрещування Гідеона/ Gideon's Crossing
- 2001 — Практика / The Practice
- 2003 — Солдатська дівчина
- 2004 — Салемз Лот / Salem's Lot
- 2006 — Посейдон / Poseidon
- 2006 — Злодій/ Thief
- 2007 — Фантастична Четвірка 2: Вторгнення Срібного серфера / 4: Rise of the Silver Surfer
- 2007 — Імла / The Mist
- 2007 — Пряме включення / Live!
- 2008 — The Andromeda Strain
- 2009—2011 — Чоловіки середнього віку / Men of a Certain Age
- 2009 — Доктор Хаус / House (6, 8 сезони)
- 2010 — Солт / Salt
- 2012 — Остання надія / Last Resort
- 2012 — Бейтаун поза законом / The Baytown Outlaws
- 2013—2021 — Бруклін 9-9 / Brooklyn Nine-Nine
- 2014 — Гравець / The Gambler
- 2022 — Вона сказала / She Said

## Нагороди
- 1998 — премія «Еммі» Найкращий актор в драматичному телесеріалі («Вбивство: Життя на вулиці»)
- 2006 — премія «Еммі» в категорії Найкращий актор в міні серіалі і фільмі («Злодій»)